# Кыйв, Мадис
Ма́дис Кыйв (эст. Madis Kõiv; 5 декабря 1929, Тарту — 24 сентября 2014, Таллин) — эстонский писатель, философ и физик. Почётный гражданин Тарту.

## Научная деятельность
После Второй мировой войны окончил школу в Тарту. С 1948 по 1953 год учился в Тартуском университете на кафедре математики и физики. Получил диплом в области ядерной физики. С 1953 по 1961 год преподавал Таллинском политехническом институте, 1961 по 1973 год — в Институте физики и астрономии. Позднее до 1991 года проработал в Институте физики на должности старшего научного сотрудника.

## Литературная деятельность
Кыйв всегда увлекался литературой. До 1950-х годов писал в основном для личного развлечения, затем стал проявлять активность в эстонских литературных кружках. Его первые опубликованные работы были написаны с друзьями из этих кружков. Он также пользовался псевдонимом на протяжении нескольких лет.
Его первой опубликованной работой стала пьеса под названием Küüni täitmine, написанная в сотрудничестве с Хандо Руннелем в 1978 году. В 1999 году по этой пьесе был впервые поставлен спектакль.
Кыйв потом создал два произведения с Вайно Вахингом. Первой вышла пьеса под названием Faehlmann. Keskpäev. Õhtuselgus. Они вдвоём также написали диалоговый роман Endspiel: laskumine orgu. 
Лауреат Литературной премии Эстонской ССР имени Юхана Смуула (1983).
В начале 1990-х Кыйв становился всё более известным. В 1991 и 1993 годах он стал лауреатом премии Тугласа за свои новеллы. В 1991, 1995 и 1999 годах он становился лауреатом ежегодной эстонской литературной премии.
Лауреат Национальных премий Эстонии в области культуры (1994, 1998, 1999, 2008).
Кыйв издал только 22 из своих пьес. По его словам, они составляют половину написанной им драматической литературы.
Кыйв также был автором нескольких романов, среди которых Attika apooria, Elea tragöödia и Aken.

## Философская деятельность
Мадис Кыйв был одним из многочисленных сторонников аналитической философии в Эстонии. В 1991 году он стал одним из инициаторов семинара аналитической философии.